# To Know That You're Alive
To Know That You're Alive es el quinto álbum de estudio de la banda de rock cristiano Kutless. Fue lanzado el 24 de junio de 2008. Es el primer álbum donde participa el guitarrista Nick DePartee. El álbum debutó en el puesto #64 en el Billboard Top 200. El primer sencillo "The Feeling" llegó al puesto #11 en ChristianRock.net en su primera semana de lanzamiento. La canción puede ser descargada en Rock Band.

## Lista de canciones
1. "The Feeling" – 2:24
2. "Sleeping City" (Instrumental) – 1:10
3. "To Know That You're Alive" – 3:15
4. "The Disease & The Cure" – 3:51
5. "Complete" – 3:42
6. "The Rescue" – 4:05
7. "Promise You" – 3:34
8. "Guiding Me Home" – 3:05
9. "Overcoming Me" – 2:59
10. "I Do Not Belong" – 3:00
11. "Loud" – 2:35
12. "Dying to Become" – 3:57
13. "You" – 3:14